# Fiúkkal az élet
A Fiúkkal az élet (eredeti cím: Life with Boys) amerikai vígjáték, ami a 12-16 éves korosztály számára készült.

## Főszereplők
- Tess Foster (Torri Webster) - Pekár Adrienn

- Allie Brooks (Madison Pettis) - Nagy Blanka

- Gabe Foster (Nathan McLeod) - Gacsal Ádám

- Sam Foster (Michael Murphy) - Ducsai Ábel

- Spencer Foster (Jake Goodman) - Ifj. Boldog Gábor

- Jack Foster (Sandy Jobin-Bevans) - Czvetkó Sándor

## Visszatérő szereplők
- Bobby Parelli (John-Alan Slachta) - Kovács Benjámin

Bobby birkózóbajnok. Gyakran Tess ellensége. Ő és Tess randevúzni kezdett, miután Bobby szakított Allie-vel. Miután kb. 2 hónapig járta, Tess szakított Bobbyval, mert elment egy baseballmeccsre, és azt hazudta, hogy beteg.

## Csatornák
YTV: A kanadai YTV, ahol 2011. szeptember 9-én volt a premierje.
Nickelodeon: A többi országban a Nickelodeon vetíti, köztük Magyarországon.

## Áttekintés évadok szerint
| Évad | Évad | Epizódok | Eredeti sugárzás    | Eredeti sugárzás    | Magyar sugárzás   | Magyar sugárzás  |
| Évad | Évad | Epizódok | Évadpremier         | Évadfinálé          | Évadpremier       | Évadfinálé       |
| ---- | ---- | -------- | ------------------- | ------------------- | ----------------- | ---------------- |
|      | 1    | 22       | 2011. szeptember 9. | 2012. október 9.    | 2012. április 23. | 2012. június 28. |
|      | 2    | 18       | 2012. október 23.   | 2013. augusztus 27. | 2014.             |                  |

## 1. évad: 2011-2012
| Sorszám | Hivatalos epizódcím                                 | Hivatalos premier    | Hivatalos magyar cím          | Hivatalos magyar premier |
| ------- | --------------------------------------------------- | -------------------- | ----------------------------- | ------------------------ |
| 1.      | Wrestling with Boys                                 | 2011. szeptember 9.  | Birkózás                      | 2012. április 23.        |
| 2.      | A Perfect Life with Boys                            | 2011. szeptember 16. | Egy tökéletes élet            | 2012. április 24.        |
| 3.      | Monkey Talk with Boy                                | 2011. szeptember 23. | Mellébeszélés                 | 2012. április 25.        |
| 4.      | In the Principal's Office with Boys                 | 2011. október 7.     | Igazgatói Irodában            | 2012. április 26.        |
| 5.      | This Time the Problem Is with Dad and Not with Boys | 2011. október 14.    | A Probléma ezúttal apuval van | 2012. május 2.           |
| 6.      | Social Death with Boys                              | 2011. november 4.    | Társasági halál               | 2012. május 3.           |
| 7.      | Set Up's with Boys                                  | 2011. november 11.   | Randizás                      | 2012. május 9.           |
| 8.      | The Big Kiss Off with Boys                          | 2011. november 18.   | A Kamu pár                    | 2012. május 10.          |
| 9.      | Chris Bus With Boys                                 | 2011. december 9.    | Karácsony                     | 2012. május 16.          |
| 10.     | Disarmed With Boys                                  | 2011. december 28.   | Baseball izomláz              | 2012. május 17.          |
| 11.     | Bathroom Battles with Boys                          | 2012. március 9.     | Harc a fürdőszobáért          | 2012. május 23.          |
| 12.     | Misguided Motives with Boys                         | 2012. március 23.    | Röhejes nevetés               | 2012. május 24.          |
| 13.     | Double Trouble with Boys                            | 2012. április 6.     | Álszent a Barátnőm            | 2012. május 30.          |
| 14.     | Trouble with Boys                                   | 2012. április 13.    | Még álszentebb a barátnőm     | 2012. május 31.          |
| 15.     | When Something Better Comes Along with Boys         | 2012. május 18.      | A Baseball Meccs              | 2012. június 6.          |
| 16.     | Hitting the Breaks with Boys                        | 2012. május 25.      | Majd legközelebb              | 2012. június 7.          |
| 17.     | Fashion Faux Pas with Boys                          | 2012. június 1.      | Jean Luck varázs              | 2012. június 13.         |
| 18.     | Birthdays with Boys                                 | 2012. szeptember 14. | Születésnap                   | 2012. június 14.         |
| 19.     | Smokin' with Boys                                   | 2012. szeptember 21. | Sam és a Cigi                 | 2012. június 20.         |
| 20.     | Nightmares with Boys                                | 2012. szeptember 25. | Rémálmok                      | 2012. június 21.         |
| 21.     | Driven Crazy with Boys                              | 2012. október 2.     | Tess sulit vált               | 2012. június 27.         |
| 22.     | Blah, Blah, Blah with Boys                          | 2012. október 9.     | Lehalkítás                    | 2012. június 28.         |

## 2. évad: 2012-2013
| Sorszám | Hivatalos epizódcím                          | Hivatalos premier   | Hivatalos magyar cím | Hivatalos magyar premier |
| ------- | -------------------------------------------- | ------------------- | -------------------- | ------------------------ |
| 1.      | Do You Wanna Dance With Boys                 | 2012. október 23.   |                      |                          |
| 2.      | Naugthy an Nice With Boys                    | 2012. december 11.  |                      |                          |
| 3.      | Girl-Entine's Day With Boys                  | 2013. február 14.   |                      |                          |
| 4.      | Promoting Change With Boys                   | 2013. március 19.   |                      |                          |
| 5.      | Getting Up Off The Mat With Boys             | 2013. március 26.   |                      |                          |
| 6.      | Up All Night With Boys                       | 2013. április 2.    |                      |                          |
| 7.      | Being Superduperficial With Boys             | 2013. április 9.    |                      |                          |
| 8.      | Being Superduperficial With Boys             | 2013. április 16.   |                      |                          |
| 9.      | Chasing Rats With Boys                       | 2013. április 23.   |                      |                          |
| 10.     | Carmageddon With Boys                        | 2013. április 30.   |                      |                          |
| 11.     | Young and Stupid With Boys                   | 2013. július 9.     |                      |                          |
| 12.     | Battling Bullies With Boys                   | 2013. július 16.    |                      |                          |
| 13.     | Let's Duet With Boys (Part 1)                | 2013. július 23.    |                      |                          |
| 14.     | Let's Duet With Boys (Part 2)                | 2013. július 30.    |                      |                          |
| 15.     | Partners in Rhyme with Boys                  | 2013. augusztus 6.  |                      |                          |
| 16.     | So You Think Your Family Can Dance With Boys | 2013. augusztus 13. |                      |                          |
| 17.     | Climbing the Walls With Boys                 | 2013. augusztus 20. |                      |                          |
| 18.     | Say Goodnight With Boys                      | 2013. augusztus 27. |                      |                          |

## Premierek világszerte
| Ország                | Tv csatorna                                  | Dátum               | Cím                                                                  |
| --------------------- | -------------------------------------------- | ------------------- | -------------------------------------------------------------------- |
| CAN                   | YTV                                          | 2011. szeptember 9. | Life with Boys                                                       |
| FRA                   | Canal J                                      | 2011. november 20.  | La vie mouvementée de Tess Foster (The Eventful Life of Tess Foster) |
| UK · IRL              | Nickelodeon (Egyesült Királyság és Írország) | 2011. november 21.  | Life with Boys                                                       |
| GER                   | Nickelodeon (Németország)                    | 2012. február 20.   | Allein unter Jungs (Alone Among Boys)                                |
| SWE                   | Nickelodeon (Svédország)                     | 2012. február 20.   | Life with Boys                                                       |
| DEN                   | Nickelodeon Denmark                          | 2012. február 20.   | Life with Boys                                                       |
| GRE                   | Nickelodeon (Görögország)                    | 2012. április 12.   | Life with Boys                                                       |
| ESP                   | Nickelodeon (Spanyolország)                  | 2012. április 16.   | Mi vida entre chicos (My Life with Boys)                             |
| HUN                   | Nickelodeon (Magyarország és Csehország)     | 2012. április 23.   | Fiúkkal az élet (Life with Boys)                                     |
| SRB · MNE · BIH · MKD | Nickelodeon (Serbia)                         | 2013.               | Život sa dečacima (Life with Boys)                                   |
| RUS                   | Nickelodeon (CIS)                            | 2012. április 23.   | Жизнь среди мальчишек (Life Among the Boys)                          |
| TUR                   | Nickelodeon (Törökország)                    | 2012. április 23.   | Oğlanlarla Hayat (Life with Boys)                                    |
| BRA                   | Nickelodeon (Brazília)                       | 2012. május         |                                                                      |
| USA                   | Nickelodeon                                  | 2012. június        | Life with Boys                                                       |